# Swanahild
Swanahild (Sunnichilde, Sonichilde, Serenahilt) war die zweite Ehefrau Karl Martells. Sie war die Nichte von Pilitrud, der Ehefrau des bayerischen Herzogs Grimoald, sowie die Nichte des Herzogs Odilo von Bayern.

## Leben
Aus ihrer Ehe mit Karl Martell hatte sie den Sohn Grifo, der von seinen Halbbrüdern Karlmann und Pippin nach dem Tod des Vaters in seinen Erbansprüchen übergangen wurde.
Von einem Feldzug in Bayern 725, bei dem der Freisinger Herzog Grimoald gestürzt wurde, brachte Karl Martell dessen Ehefrau Pilitrudis sowie deren Nichte Swanahild/Sunnichilde als Gefangene mit ins Frankenreich. Er heiratete sie nach dem Tod seiner Ehefrau Chrotrud; wenig später wurde der gemeinsame Sohn Grifo geboren. Offenbar war die Ehe mit Swanahild (auch) ein Versuch, das bayerische Herzogshaus an die Karolinger zu binden.
Im Jahr 736 machte Karl Martell einen weiteren Onkel von Swanahild, den Agilolfinger Odilo zum Herzog von Bayern. Insgesamt wird in den letzten Lebensjahren Karls ein dominanter Einfluss Swanahilds gesehen, der sich auch in dem Versuch äußerte, ihrem Sohn ein Erbe zu sichern. Letztendlich nicht geklärt ist dagegen der Einfluss, den Swanahild bei der Heirat Odilos mit ihrer Stieftochter Hiltrud ausübte – sicher ist lediglich, dass Hiltruds Brüder mit der Ehe nicht einverstanden waren. Einerseits wird berichtet, dass Odilo auf seiner Flucht vor der bayerischen Adelsopposition an den Hof Karl Martells Hiltrud noch zu Lebzeiten des Hausmeiers geheiratet habe, andererseits, dass sie nach dem Tod Karl Martells ihrer Stieftochter geraten habe, zu ihrem Onkel Odilo nach Bayern zu fliehen, den Hiltrud dann heiratete.
Bei seinem Tod 741 hinterließ Karl Martell, wie von Swanahild gewünscht, das Reich seinen drei Söhnen, Karlmann, Pippin und Grifo, wobei Karlmann und Pippin allerdings bald übereinkamen (Vieux-Poitiers 742), den Erbanspruch des wesentlich jüngeren Grifo zu ignorieren und die Macht unter sich aufteilten. Swanahild unterstützte ihren Sohn bei dessen vergeblichem Versuch, sich gegen seine Halbbrüder zu behaupten. Nach Grifos Niederlage wurde sie in die Abtei Chelles verbannt, wo sie zu einem unbekannten Zeitpunkt starb und bestattet wurde.
Das Verbrüderungsbuch der Abtei Reichenau gibt Swanahild den Titel regina, obwohl ihr der Titel einer Königin nicht zustand. Hierzu werden in der Forschung zwei Positionen diskutiert
1. zum einen, dass die Bezeichnung auf Karls Stellung im Frankenreich zurückzuführen ist[10],
2. zum anderen, dass die Bezeichnung innerhalb der Familie Swanahilds, der Agilolfinger, für die Töchter der Fürsten üblich war.[11]